# Mary Carillo
Mary Carillo (* 15. März 1957 in Queens, New York) ist eine ehemalige US-amerikanische Tennisspielerin und heutige Fernsehjournalistin.

## Leben
Carillo spielte ab 1977 auf der WTA Tour. Ihr größter Erfolg war der Sieg im Mixed bei den French Open 1977 an der Seite von John McEnroe, den sie seit ihrer Kindheit kennt. Bereits 1980 musste sie aufgrund einer Knieverletzung ihre aktive Karriere beenden.
Direkt im Anschluss an ihr Karriereende als Tennisspielerin nahm Carillo eine Stelle als Fernsehjournalistin an, zunächst für USA Network (1980–87) und PBS (1981–86) sowie anschließend für CBS (seit 1986). Von 1996 bis 1999 berichtete sie für HBO von den Wimbledon Championships. Seit 2003 ist sie bei der NBC angestellt und berichtet von Wimbledon und den French Open. Neben der Berichterstattung über Tennisturniere ist sie seit 1996 auch regelmäßig an Sendungen zu Olympischen Spielen beteiligt.
Für ihre Arbeit wurde Carillo zweimal mit dem Peabody Award ausgezeichnet.
Carillo lebt heute in Naples im Bundesstaat Florida. 2004 hatte sie einen kurzen Gastauftritt im Film Wimbledon – Spiel, Satz und … Liebe.

## Bücher
- Tennis Kinetics. Simon & Schuster, 1985 (mit Rick Elstein).
- Tennis My Way. Penguin Books, 1987 (mit Martina Navrátilová).

## Dokumentarfilm
- Mary Carillo: Nancy & Tonya. NBC 2014.[1]